# Mechanicsville (Comtat de Schuylkill)
Mechanicsville és una població del Comtat de Schuylkill a l'estat de Pennsilvània dels Estats Units d'Amèrica.

## Demografia
Segons el cens del 2000 Mechanicsville tenia 515 habitants, 209 habitatges, i 149 famílies. La densitat de població era de 602,6 habitants per quilòmetre quadrat.
Dels 209 habitatges en un 28,7% hi vivien nens de menys de 18 anys, en un 57,4% hi vivien parelles casades, en un 9,1% dones solteres, i en un 28,7% no eren unitats familiars. En el 23,9% dels habitatges hi vivien persones soles el 13,9% de les quals corresponia a persones de 65 anys o més que vivien soles. El nombre mitjà de persones vivint en cada habitatge era de 2,46 i el nombre mitjà de persones que vivien en cada família era de 2,93.
Per edats la població es repartia de la següent manera: un 22,5% tenia menys de 18 anys, un 6% entre 18 i 24, un 25,6% entre 25 i 44, un 25,4% de 45 a 60 i un 20,4% 65 anys o més.
L'edat mediana era de 42 anys. Per cada 100 dones de 18 o més anys hi havia 90 homes.
La renda mediana per habitatge era de 34.583 $ i la renda mediana per família de 40.556 $. Els homes tenien una renda mediana de 33.750 $ mentre que les dones 21.354 $. La renda per capita de la població era de 16.511 $. Entorn del 8% de les famílies i el 12,1% de la població estaven per davall del llindar de pobresa.

## Poblacions properes
El següent diagrama mostra les poblacions més properes.